# مویرا اورفی
مویرا اورفی (انگلیسی: Moira Orfei؛  ‏۲۱ دسامبر ۱۹۳۱ – ۱۵ نوامبر ۲۰۱۵) بازیگر و هنرمند سیرک اهل ایتالیا بود.
از فیلم‌هایی که وی در آن نقش داشته است می‌توان به شورش گارد پرتورین، بوی خوش زن، کریسمس در هند و پرندگان، زنبورهای عسل و ایتالیایی‌ها اشاره کرد.